# Joseph Roux (Geistlicher)
Joseph Roux (okzitanisch: Josep Ros; * 19. April 1834 in Tulle; † 6. Februar 1905 ebenda) war ein französischer römisch-katholischer Geistlicher, Schriftsteller, Okzitanist, Grammatiker und Lexikograf.

## Leben und Werk
Joseph Roux wurde 1858 in Tulle zum Priester geweiht und zuerst Pfarrer in dem winzigen Ort Saint-Sylvain, wo er als intellektueller Kopf unglücklich war. Er verlegte sich auf die Erforschung des Okzitanischen und wurde 1876 Majoral (Akademiemitglied) des Félibrige (Sitz Cigalo Limousino). Seine Sammlung limousinischer Sprichwörter erschien 1883 in Deutschland. Mit Hilfe des Pariser Felibres Paul Mariéton gelang ihm 1885 mit dem philosophisch orientierten Werk Pensées (Gedanken) eine literarische Sensation, die ihm 1886 eine Domherrenstelle in Tulle einbrachte. 1889 veröffentlichte er in okzitanischer Sprache sein Epos „Lied des Limousin“, mit dem er sich an die Seite von Mistral stellte. 1893 gründete er die Zeitschrift Lemouzi. Revue franco-limousine. 1895 erschien seine okzitanische Grammatik (online frei zugänglich). 1897 wurde er Ritter der Ehrenlegion.

## Werke (Auswahl)
- Hymnes et poèmes en l’honneur de la Vierge Marie. Putois-Cretté, Paris 1865.
- Les proverbes limousins. Karras, Halle an der Saale 1883. Hrsg. Robert Joudoux und Joseph Migot. In: Lemouzi 37, 1971.
- Pensées. A. Lemerre, Paris 1885. (Einführung von Paul Mariéton)
- Nouvelles pensées. A. Lemerre, Paris 1887.
- La Chansou lemouzina. L’Épopée limousine. A. Picard, Paris 1889. Laffitte, Marseille 1980. (« pouvoir d’évocation saisissant »[2])
- Grammaire limousine. In: Lemouzi 1895. (215 Seiten)